# Гара-Бов
Гара-Бов (болг. Гара Бов) — село в Болгарии. Находится в Софийской области, входит в общину Своге. Население составляет 851 человек (2022).

## Политическая ситуация
В местном кметстве Бов, в состав которого входит Гара-Бов, должность кмета (старосты) исполняет Марио Милчев Вутов (коалиция в составе 2 партий: Союз демократических сил (СДС), Граждане за европейское развитие Болгарии (ГЕРБ)) по результатам выборов.
Кмет (мэр) общины Своге — Емил Цветанов Атанасов (Болгарская социалистическая партия (БСП), Национальное движение «Симеон Второй» (НДСВ), либеральная инициатива «За демократическое европейское развитие» (ЛИДЕР), Зелёные,Политический клуб «Экогласность», Евророма) по результатам выборов.